# Triaenodes trifidus
Triaenodes trifidus är en nattsländeart som beskrevs av Douglas E. Kimmins 1957. Triaenodes trifidus ingår i släktet Triaenodes och familjen långhornssländor. Inga underarter finns listade i Catalogue of Life.